# Тираспольська єпархія

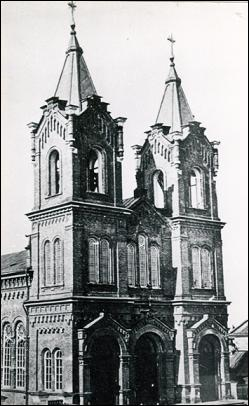
Катедральний собор Св. Климента у Саратові

 Тираспольська єпархія  (лат. Dioecesis Tiraspolitanus — римсько-католицька єпархія в Російській імперії, заснована 3 липня 1848 року буллою «Universalis Ecclesiae cura» Папи Римського Пія IX з ініціативи російського імператора Миколи I (з 1848 по 1852 рік носила назву Херсонська). Тираспольська єпархія входила до архіепархії Могильова. Тираспольська єпархія наряду з Могильовською митрополією частково функціонувала на території сучасної Росії.

## Історія
З 1763 року, після виходу в світ маніфесту імператриці Катерини II «Про дозвіл усім іноземцям, в Росію в'їжджаючим, поселятися в яких губерніях вони побажають і про даровані їм права», в ряді регіонів Російської імперії почали утворюватися колонії переселенців-іноземців, значна частина з яких були католиками. Головним чином, колонії виникали на півдні України, Криму та Поволжі. Переселенці користувалися повною релігійною свободою, їм дозволялося будувати католицькі і протестантські храми.
У 1847 році на територіях, де розташувалися колонії переселенців, налічувалося 52 парафіяльних і 40 філіальних католицьких храмів, 50 священиків, понад 200 тисяч католиків лише німецького походження, а також велика кількість католиків інших національностей.
Після конкордату 1847 року між Святим Престолом і Російською імперією, католицькі парафії іноземних переселенців на півдні України були об'єднані в Херсонську єпархію, першим єпископом став Фердинанд Кан, який керував єпархією з Санкт-Петербурга. Покровителем єпархії був обраний Святий Климент (Папа Римський), вибір був не випадковий, за переказами Святий Климент зустрів смерть у районі сучасного Севастополя, тобто на території єпархії. У 1852 році умовний центр єпархії було перенесено в Тирасполь, а єпархія перейменована в Тираспольську, хоча єпископ продовжував залишатися в Петербурзі. У Тирасполі планувалося зведення собору та резиденції єпископа, але цим планам завадила війна.
У 1856 році новим центром єпархії був обраний Саратов, як центр німців Поволжя, значна частина яких була католиками. При цьому єпархія зберегла назву Тираспольська, щоб підкреслити відмінність від православної Саратовської єпархії, хоча фактично єпархія ніякого відношення до Тирасполю вже не мала. Єпископ Кан переїхав до Саратова в жовтні 1856 року, в листопаді була урочисто відкрита духовна консисторія, роком пізніше — католицька семінарія.
Кафедральним собором спочатку служила дерев'яна церква, зведена ще до перенесення кафедри в Саратов. Плановане будівництво великого кам'яного собору однак було відкладено через Польське повстання 1863 року. Після його придушення польські священики єпархії та викладачі семінарії були звільнені, деякі заарештовані за підозрою у зв'язках з повстанцями. Після цього до керівних посад в єпархії і семінарії допускалися тільки німці. Нарешті, в 1873 році дозвіл на будівництво собору було дано. Будівництво кафедрального собору тривало 8 років, в 1881 році собор був освячений в ім'я Святого Климента.
У 1902 році Тираспольська єпархія нараховувала 87 парафіяльних і 34 філіальних церкви, 131 священика і 298 тисяч парафіян. Після «Маніфесту про зміцнення початків віротерпимості» 1905 року, яка скасовувала кримінальне покарання за вихід з православ'я, близько 2 тисяч православних на території єпархії перейшло в католицизм. До території Тираспольської єпархії відносились Херсонська, Катеринославська, Таврійська, Астраханська, Самарська, Саратовська і Ставропольська губернії, а також Бессарабія і Грузія. Адміністративно єпархія ділилася на 11 деканатів: п'ять з них розташовувалися на півдні України і в Криму, п'ять — в Поволжі, а деканат П'ятигорськ — Тифліс об'єднував парафії північнокавказького і закавказького регіонів.

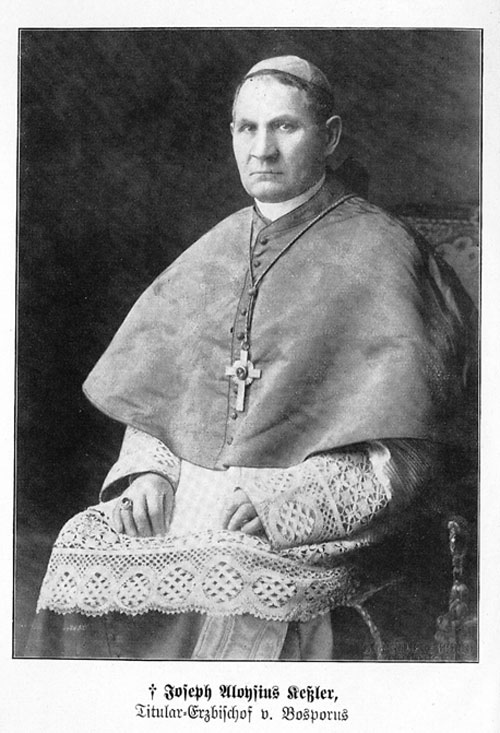
Останній єпископ Тираспольської єпархії Йозеф Кесслер

В 1917 в єпархії було вже 137 парафій, 58 філіальних церков, 179 священиків, 391 тисяча вірних латинського обряду, а також близько 40 тисяч вірних вірменського обряду.
Після революції 1917 року була проведена секуляризація церковної власності, у Тираспольської єпархії були відібрані всі будівлі, а також резиденція єпископа. 14 серпня 1918 року, перед приходом більшовиків у Саратов, єпископ Й. Кесслер залишив місто і переніс резиденцію до Одеси. Згодом він емігрував, спочатку до Бессарабії, а потім до Німеччини. Залишився в Саратові вікарій К. Клімашевський, але після кількох арештів у 1921 році був висланий до Польської республіки. Католицькі громади єпархії активно організовували збір коштів на допомогу голодуючим Поволжя, однак незважаючи на це, постійно зазнавали переслідувань з боку радянської влади.
У 1917-1937 роках були закриті всі католицькі храми єпархії, більшість піддалося руйнуванню, вцілілі перетворені на склади і клуби. Сотні священнослужителів стали жертвами репресій. Обов'язки глави єпархії фактично виконував єдиний католицький священик Саратова А. Баумтрог. В 1931 році він був заарештований і засуджений до 10 років таборів, помер на Соловках. У 1935 закритий кафедральний собор Св. Климента, пізніше був перебудований під кінотеатр «Піонер». Апостольський адміністратор південної частини Тираспольської єпархії Олександр Фрізон, таємно висвячений папським посланцем Мішелем д'Ербіньї, був заарештований 1935 року і розстріляний двома роками пізніше, після чого Тираспольська єпархія де-факто припинила своє існування.
Після розпаду СРСР католицька церква в Україні отримала можливість для відновлення нормальної діяльності.

## Ординарії єпархії
- єпископ Фердинанд Кан (1850—1864)
- єпископ Франц Цоттман (1872—1889)
- єпископ Антон Йоганн Церр (1889—1902)
- єпископ Едвард фон Ропп (1902—1903)
- єпископ Йозеф Кесслер (1904—1929)